# Adolf Fischer
Adolf Fischer (Reinach, 17 luglio 1807 – Aarau, 7 aprile 1893) è stato un giudice, militare e politico svizzero.

## Biografia
Figlio di Samuel Fischer, fabbricante e membro del Gran Consiglio, dopo le scuole superiori a Zurigo e Aarau e un apprendistato di commercio a Ginevra, studiò per due semestri diritto e scienze camerali a Heidelberg. Sposò Adele Stäbli, figlia di Ferdinand Stäbli, medico militare in capo, di Brugg. Dal 1828 lavorò nelle filature del padre a Reinach. Si dedicò però soprattutto all'esercizio di diverse funzioni pubbliche: giudice del tribunale distrettuale dal 1831 al 1850, di cui fu presidente dal 1842 al 1850, giudice d'appello dal 1841 al 1842, Granconsigliere argoviese dal 1833 al 1867, presidente del Gran Consiglio nel 1842 e 1846, presidenti della Costituente cantonale nel 1851, e infine Consigliere di Stato dal 1867 al 1887, presidiendo il Dipartimento militare, degli interni, e delle finanze. Nell'esercito fu capo di Stato maggiore dell'artiglieria nel 1847, e colonnello e ispettore federale dell'artiglieria dal 1849 al 1860.
A livello nazionale fu consigliere nazionale di orientamento liberale moderato nei periodi 1848-1854, 1855-1857, e 1861-1869, ed era considerato un influente membro della Camera. Membro dei consigli di amministrazione della Ferrovia centrale svizzera dal 1869 al 1885 e della Ferrovia del Gottardo dal 1880 al 1887, fu un avversario della Ferrovia nazionale svizzera.